# Universitat de Música Fryderyk Chopin
La Universitat de Música Fryderyk Chopin (en polonès: Uniwersytet Muzyczny Fryderyka Chopina (UMFC) - anteriorment Akademia Muzyczna im. Fryderyka Chopina w Warszawie, PWSM w Warszawie, Konserwatorium Muzyczne w Warszawie) de Varsòvia és el centre d'estudis musicals més antic i més gran de Polònia, així com un dels més antics d'Europa. S'hi imparteixen estudis de grau fins al màster, en els següents camps: direcció (orquestral i coral), composició i teoria de la música, estudis instrumentals i estudis vocals, pedagogia i educació musical, enginyeria de so i pedagogia instrumental.

## Edificis
L'edifici principal, dissenyat pels arquitectes Witold Benedek, Stanisław Niewiadomski, Stefan Sienicki i Władysław Strumiłło, va ser construït entre 1960 i 1966. Conté 62 aules insonoritzades; 5 auditoris: una sala de concerts (Sala Koncertowa) de 486 seients, l'auditori Szymanowski (adaptat per a projeccions cinematogràfiques) amb 155 seients, una sala música de cambra (Sala Melcera) amb 196 seients, un auditori d'òpera i representacions vocals (Sala Operowa im. Stanisława Moniuszki) de 53 seients, i una sala d'orgue (sala Organowa im. Bronisława Rutkowskiego). Així mateix, també compta amb una gran sala de dansa i ball (Sala Rytmiki i Tanca im. Zbigniewa Koryckiego i Marii Wieman), tres estudis de gravació i so, un estudi d'afinació, biblioteca i sala de lectura, fonoteca, oficines d'administració, una cafeteria-menjador i una clínica mèdica. Dins també hi ha una botiga de lutieria i articles musicals, i la botiga oficial de l'editorial Chopin University Press.
El 1974 es va establir la filial de Białystok, on s'imparteix l'especialitat de pedagogia (Departament VII).
El 1979 la Universitat va adoptar el nom d'un dels seus primers alumnes: Fryderyk Chopin, convertint-se oficialment en Akademia Muzyczna. El 2008, en virtut de la Llei de 25 d'abril del mateix any, la Universitat rep la seva actual denominació de Uniwersytet.
La Universitat compta també amb la seva pròpia residència d'estudiants: Dziekanka, situada al 58/60 de Krakowskie Przedmieście. Aquesta última té la seva pròpia sala de concerts amb 150 seients (Sala Elsnera).